# Barnstable
Barnstable – miasto w Stanach Zjednoczonych, położone na półwyspie Cape Cod, w stanie Massachusetts.